# Damon Wayans Jr.
Damon Kyle Wayans Jr. (n. 18 noiembrie 1982, Huntington⁠(d), Vermont, SUA) este un actor, comedian și scriitor american, cunoscut pentru rolul lui Brad Williams în sitcom-ul Happy Endings. Este băiatul actorului Damon Wayans.

## Legături externe
- Damon Wayans Jr. la Internet Movie Database